# NK Inter Zaprešić
NK Inter Zaprešić  is een Kroatische voetbalclub uit Zaprešić.

## Geschiedenis
De club werd in 1929 opgericht als Jugokeramika Zaprešić (sponsornaam). Nadat Kroatië onafhankelijk werd van Joegoslavië veranderde de club in 1991 de naam in NK Inker Zaprešić nadat sponsorfirma Jugokeramika werd omgedoopt in Industrija Keramike, in 2003 werd de Inker dan in Inter veranderd.
In 1991 werd de club de eerste kampioen van het nieuwe land, alhoewel dit kampioenschap niet altijd als officieel wordt gezien. Het volgende seizoen ging de echte competitie van start en werd de club vierde. De club won dat jaar wel de allereerste beker maar kon er geen Europees vervolg aan breien omdat Kroatische clubs op dat moment nog niet toegelaten werden tot de Europacups.
Na een slechte plaats in 1993 kon de club zich opnieuw bij de top vier scharen voor het volgende seizoen. In 1996/97 degradeerde de club echter uit de hoogste klasse. Het ging van kwaad naar erger en na twee seizoenen degradeerde de club zelfs naar de derde klasse.
In 2001 promoveerde de club terug naar de tweede klasse. In 2003/04 speelde de club terug in de hoogste klasse en in 2005 werd de club opnieuw vierde wat dit keer wel een Europees ticket opleverde. In 2005/06 kwam opnieuw een ontnuchtering toen een nieuwe degradatie volgde.
In 2006/07 werd de club kampioen zodat de afwezigheid uit de hoogste klasse maar tot één seizoen beperkt werd. 
De club promoveerde opnieuw toen het de Druga HNL won in het seizoen 2014/2015.

## Erelijst
- Landskampioen

1991
- Beker van Kroatië

1992
- 2. HNL

2003, 2007, 2015

## Eindklasseringen vanaf 1992
| Seizoen | Competitie     | Niveau | Eindstand | Beker        | Opmerking                                                                              |
| ------- | -------------- | ------ | --------- | ------------ | -------------------------------------------------------------------------------------- |
| 1992    | 1. HNL         | I      | 4         | winnaar      | < Croatia Zagreb, 1-1/1-0                                                              |
| 1992/93 | 1. HNL         | I      | 9         | halve finale |                                                                                        |
| 1993/94 | 1. HNL         | I      | 4         | 2e ronde     |                                                                                        |
| 1994/95 | 1. HNL         | I      | 7         | 2e ronde     |                                                                                        |
| 1995/96 | 1. HNL         | I      | 13        | kwartfinale  |                                                                                        |
| 1996/97 | 1. HNL         | I      | 16        | kwartfinale  |                                                                                        |
| 1997/98 | 2. HNL-Centrum | II     | 4         | 1e ronde     |                                                                                        |
| 1998/99 | 2. HNL         | II     | 19        | 1e ronde     |                                                                                        |
| 1999/00 | 3. HNL-Centrum | III    | 6         | 1e ronde     |                                                                                        |
| 2000/01 | 3. HNL-Centrum | III    | 2         | kwartfinale  |                                                                                        |
| 2001/02 | 2. HNL-Zuid    | II     | 8         | 2e ronde     |                                                                                        |
| 2002/03 | 2. HNL-Zuid    | II     | 1         | 2e ronde     | promotie play-off > NK Marsonia: 4-3/0-1; pd-wedstrijden > NK Pomorac Kostrena:0-0/3-1 |
| 2003/04 | 1. HNL         | I      | 8         | 1e ronde     |                                                                                        |
| 2004/05 | 1. HNL         | I      | 2         | 1e ronde     |                                                                                        |
| 2005/06 | 1. HNL         | I      | 12        | 2e ronde     |                                                                                        |
| 2006/07 | 2. HNL         | II     | 1         | kwartfinale  |                                                                                        |
| 2007/08 | 1. HNL         | I      | 11        | kwartfinale  | pd-wedstrijden > NK Hrvatski Dragovoljac Zagreb: 2-0/0-0                               |
| 2008/09 | 1. HNL         | I      | 9         | 2e ronde     |                                                                                        |
| 2009/10 | 1. HNL         | I      | 13        | 2e ronde     |                                                                                        |
| 2010/11 | 1. HNL         | I      | 5         | 2e ronde     |                                                                                        |
| 2011/12 | 1. HNL         | I      | 11        | 2e ronde     |                                                                                        |
| 2012/13 | 1. HNL         | I      | 10        | 1e ronde     |                                                                                        |
| 2013/14 | 2. HNL         | II     | 3         | kwartfinale  | Liga-topscorer: Ilija Nestorovski (20)                                                 |
| 2014/15 | 2. HNL         | II     | 1         | 1e ronde     | Liga-topscorer: Ilija Nestorovski (20)                                                 |
| 2015/16 | 1. HNL         | I      | 5         | kwartfinale  | Liga-topscorer: Ilija Nestorovski (25)                                                 |
| 2016/17 | 1. HNL         | I      | 8         | kwartfinale  |                                                                                        |
| 2017/18 | 1. HNL         | I      | 7         | kwartfinale  |                                                                                        |
| 2018/19 | 1. HNL         | I      | 8         | halve finale |                                                                                        |
| 2019/20 | 1. HNL         | I      | 10        | kwartfinale  |                                                                                        |
| 2020/21 | 2. HNL         | II     | 10        | 1e ronde     |                                                                                        |
| 2021/22 | 2. HNL         | II     |           |              |                                                                                        |

## Inter Zaprešić in Europa
Uitslagen vanuit gezichtspunt NK Inter Zaprešić
| Seizoen                                                    | Competitie | Ronde | Land                          | Club               | Totaalscore | 1e W    | 2e W    | PUC |
| ---------------------------------------------------------- | ---------- | ----- | ----------------------------- | ------------------ | ----------- | ------- | ------- | --- |
| 2005/06                                                    | UEFA Cup   | 2Q    | Vlag van Servië en Montenegro | Rode Ster Belgrado | 1-7         | 1-3 (T) | 0-4 (U) | 0.0 |
| Totaal aantal behaalde punten voor UEFA coëfficiënten: 0.0 |            |       |                               |                    |             |         |         |     |

## Bekende (ex-)spelers
- Vedran Ćorluka
- Matej Delač
- Eduardo da Silva
- Dejan Lovren
- Mihael Mikić
- Ilija Nestorovski
- Nikola Pokrivač
- Luca Polizzi
- Ivan Radeljić
- Luka Modrić
- Mislav Oršić
- Zvonimir Soldo